# Fútbol en Eslovaquia

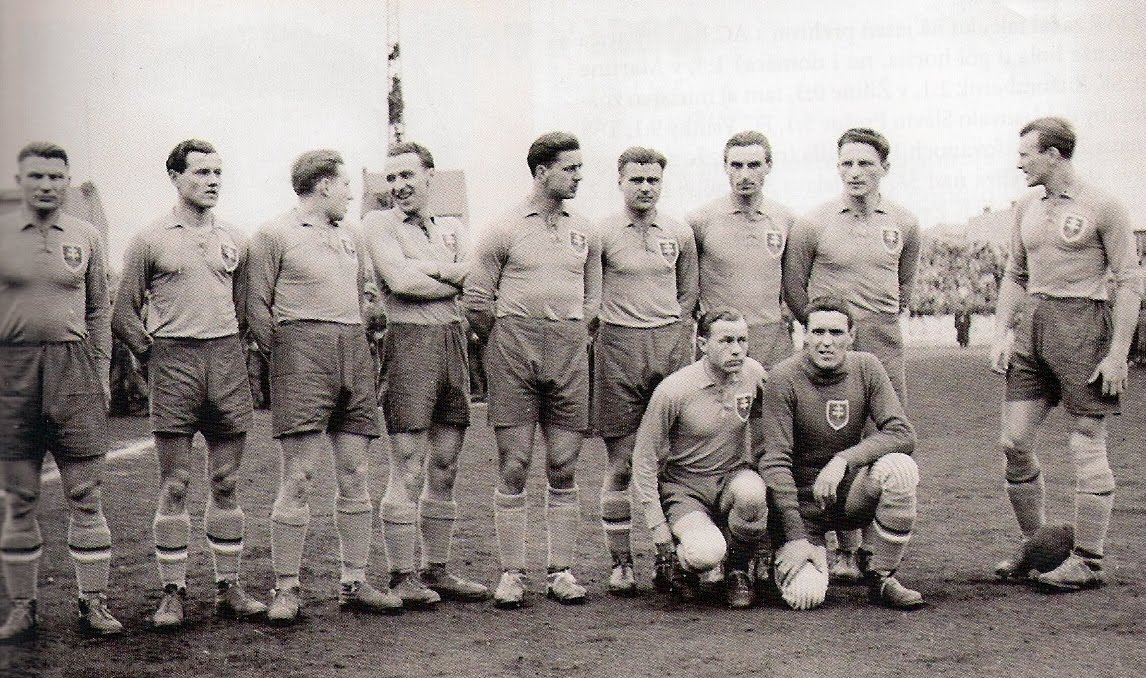
La selección eslovaca antes de un partido en 1940.

El fútbol es el deporte más popular en Eslovaquia, al igual que lo era en la extinta Checoslovaquia. La Federación Eslovaca de Fútbol (SFS) es el máximo organismo del fútbol profesional en Eslovaquia y fue fundada en 1938, aunque se afilió a la FIFA en 1994 y a la UEFA en 1993. La SFS organiza la Superliga de Eslovaquia —la primera y máxima competición de liga del país— y la Copa de Eslovaquia, y gestiona la selección nacional masculina y femenina.
El mayor logro del fútbol eslovaco fue la clasificación de la selección nacional para la Copa Mundial de Fútbol de 2010, en la que derrotó y eliminó a Italia en la fase de grupos. El ŠK Slovan Bratislava es el equipo más exitoso de Eslovaquia, con seis títulos de liga eslovaca y ocho de la desaparecida liga checoslovaca, y una Recopa de Europa en 1969, cuando aún formaba parte de Checoslovaquia. El Spartak Trnava (1967), FK Inter Bratislava (1969) y Tatran Presov (1981) ganaron la otrora prestigiosa Copa Mitropa.

## Competiciones oficiales entre clubes
- Superliga de Eslovaquia: es la primera división del fútbol eslovaco. Fue fundada en 1993 y está compuesta por 12 clubes.
- Primera Liga de Eslovaquia: es la segunda división en el sistema de ligas eslovaco. Está compuesta por 12 clubes, de los cuales uno asciende a la Super Liga.
- Tercera Liga de Eslovaquia: es la tercera división en el sistema de ligas de Eslovaquia. El número de clubes es de 33 equipos repartidos siempre en dos grupos.
- Copa de Eslovaquia: es la copa nacional del fútbol eslovaco, organizada por la Federación Eslovaca de Fútbol y cuyo campeón tiene acceso a disputar la UEFA Europa League.
- Supercopa de Eslovaquia: competición que enfrenta al campeón de la Super Liga y al campeón de Copa.

## Selecciones de fútbol de Eslovaquia

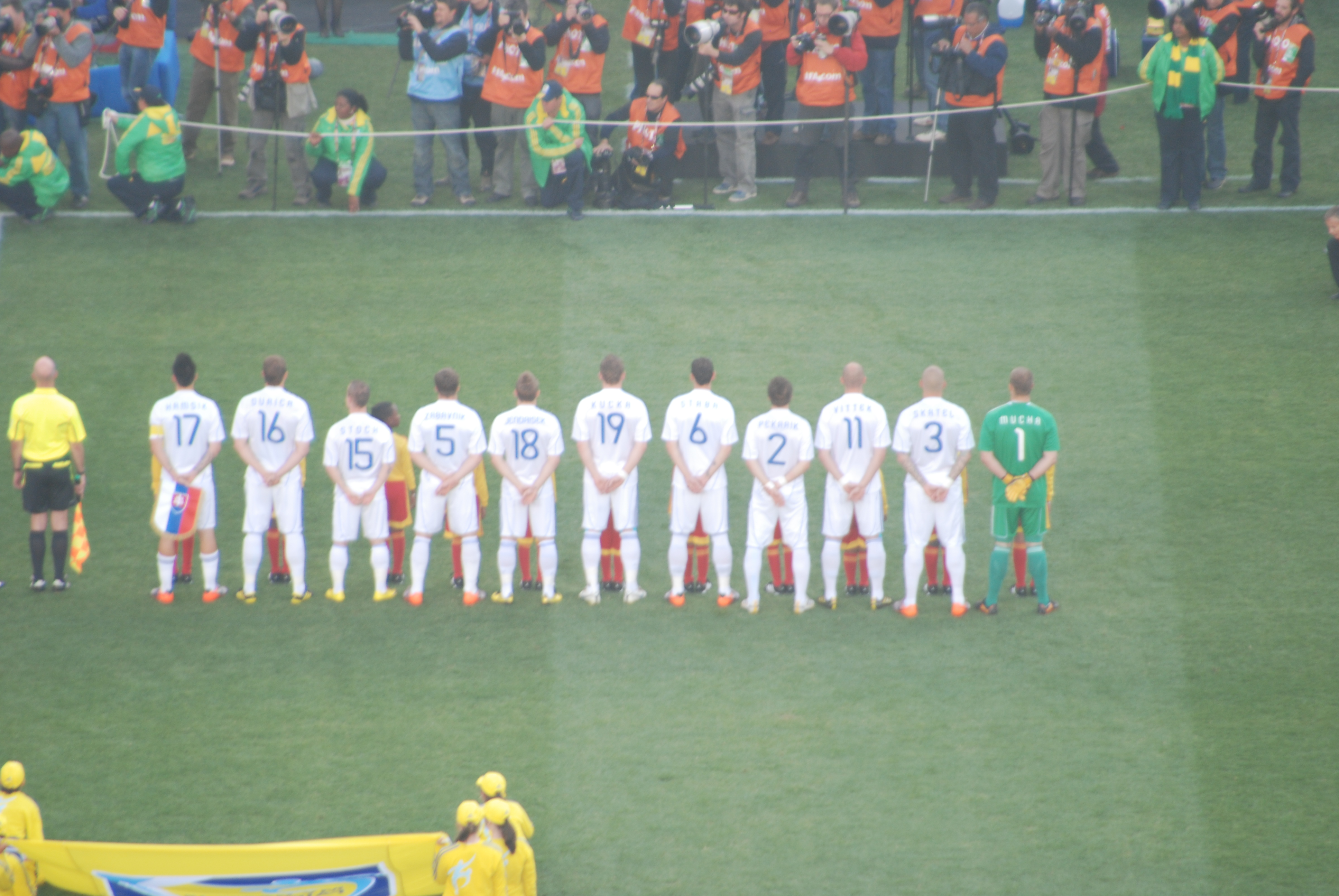
La Repre antes de un partido ante en el Mundial 2010.

### Selección absoluta de Eslovaquia
La selección de Eslovaquia, en sus distintas categorías está controlada por la Federación Eslovaca de Fútbol.
El equipo eslovaco disputó su primer partido oficial el 2 de abril de 1994 en Dubái ante Emiratos Árabes Unidos, partido que se resolvió con victoria de los eslovacos por 0-1. El 27 de agosto de 1939, cuando el país era un estado satélite de la Alemania nazi y recibía el nombre de República Eslovaca, el conjunto eslovaco disputó un partido ante Alemania en Bratislava que ganó por 2-0.
Eslovaquia ha logrado clasificarse para una Copa del Mundo de la FIFA, pero aún no ha debutado en una Eurocopas. En su primera y única participación en un Mundial, el de 2010, la selección consiguió alcanzar los octavos de final, donde fue derrotada por Holanda por 2-1. En el último partido de la primera fase ganó por 3-2 a Italia y apeó a la selección transalpina del Mundial.

### Selección femenina de Eslovaquia
La selección femenina debutó el 21 de julio de 1993 ante la selección de la República Checa en un partido que ganaron las checas por 6-0. La selección femenina de Eslovaquia aún no ha participado en una fase final de la Copa del Mundo o de la Eurocopa.